# Маяки (Тульчинський район)
Мая́ки — село в Україні, у Тульчинській міській громаді Тульчинського району Вінницької області.
Населення становить 863 особи.
В селі розташована стикова вантажно-пасажирська залізнична станція Журавлівка Жмеринської дирекції Південно-Західної залізниці. З районним центром село сполучає автошлях Р08. Розташоване на автодорозі між містом Тульчин та смт Вапнярка.

## Історія
7 (20) листопада 1917 року, відповідно до Третього Універсалу Української Центральної Ради, увійшло до складу Української Народної Республіки.
12 червня 2020 року, відповідно до Розпорядження Кабінету Міністрів України від  № 707-р «Про визначення адміністративних центрів та затвердження територій територіальних громад Вінницької області», увійшло до складу Тульчинської міської громади.
19 липня 2020 року, в результаті адміністративно-територіальної реформи та ліквідації Тульчинського району, село увійшло до складу новоутвореного Тульчинського району.

## Населення

### Мова
Розподіл населення за рідною мовою за даними перепису 2001 року:
| Мова       | Кількість | Відсоток |
| ---------- | --------- | -------- |
| українська | 840       | 97.33%   |
| російська  | 23        | 2.67%    |
| Усього     | 863       | 100%     |

## Пам'ятки
- Журавлівська Дача — ботанічний заказник.
- Ковалева — ландшафтний заказник місцевого значення.

## Галерея

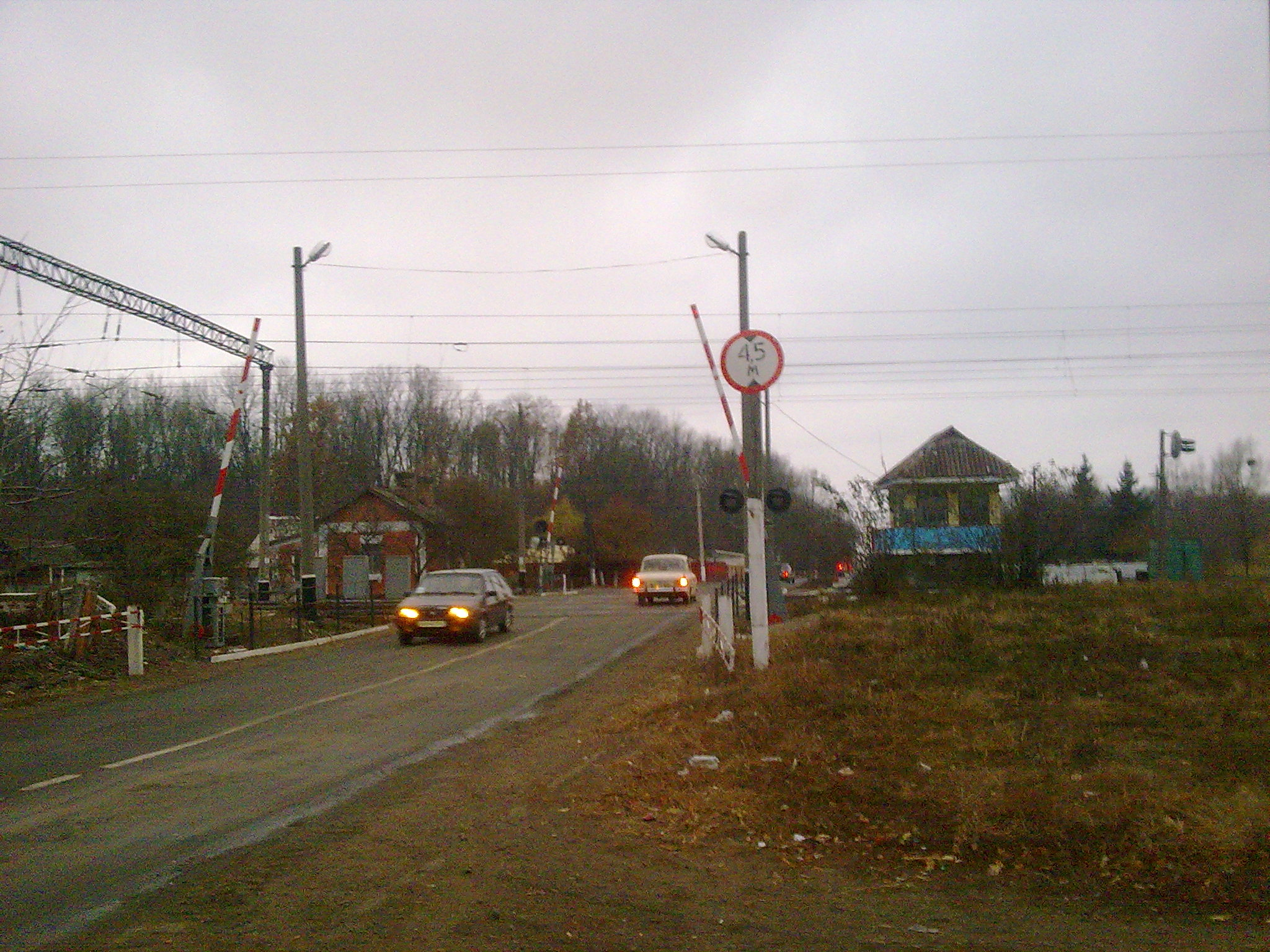
Залізничний переїзд
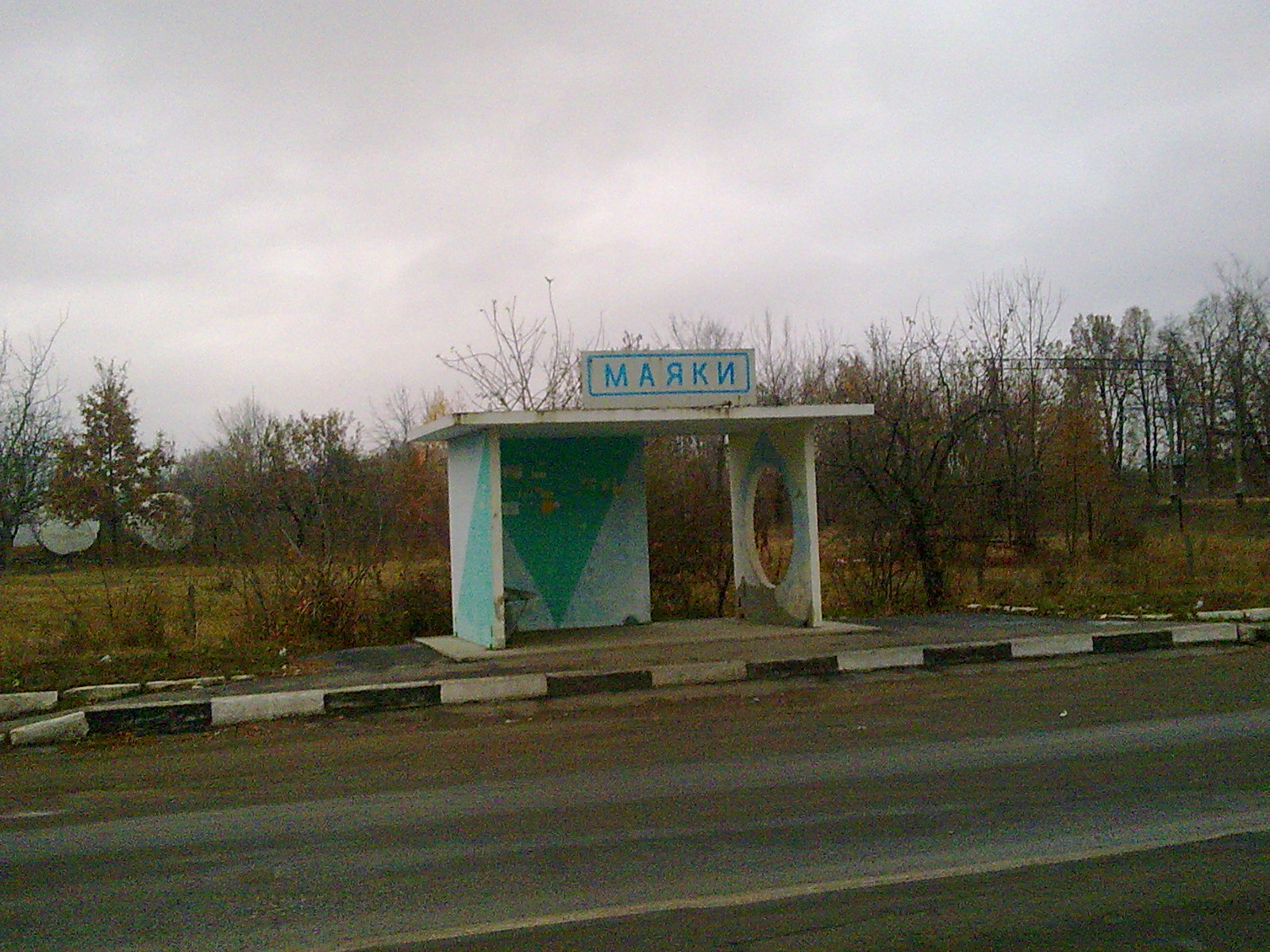
Автобусна зупинка
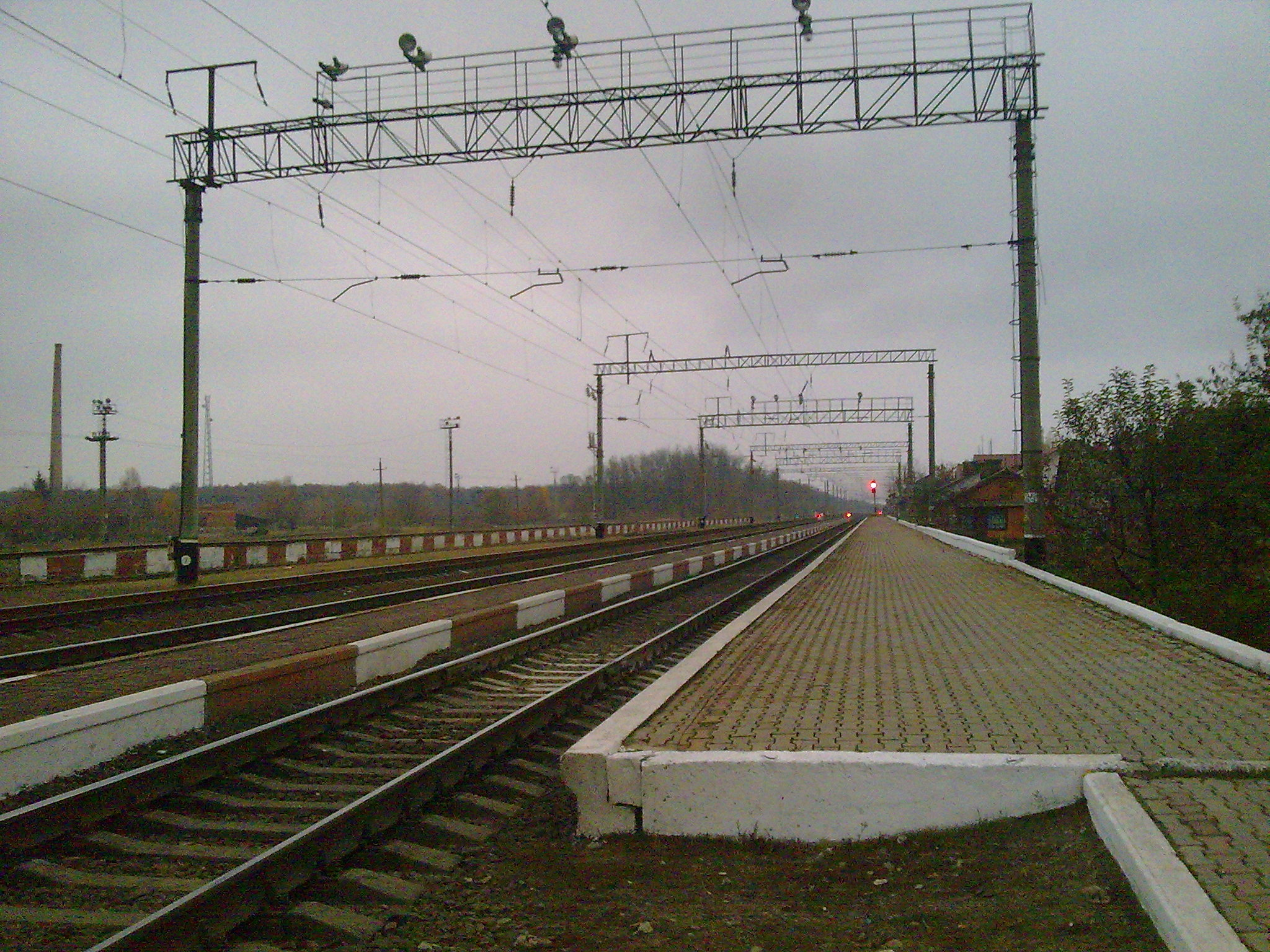
Платформа станції Журавлівка
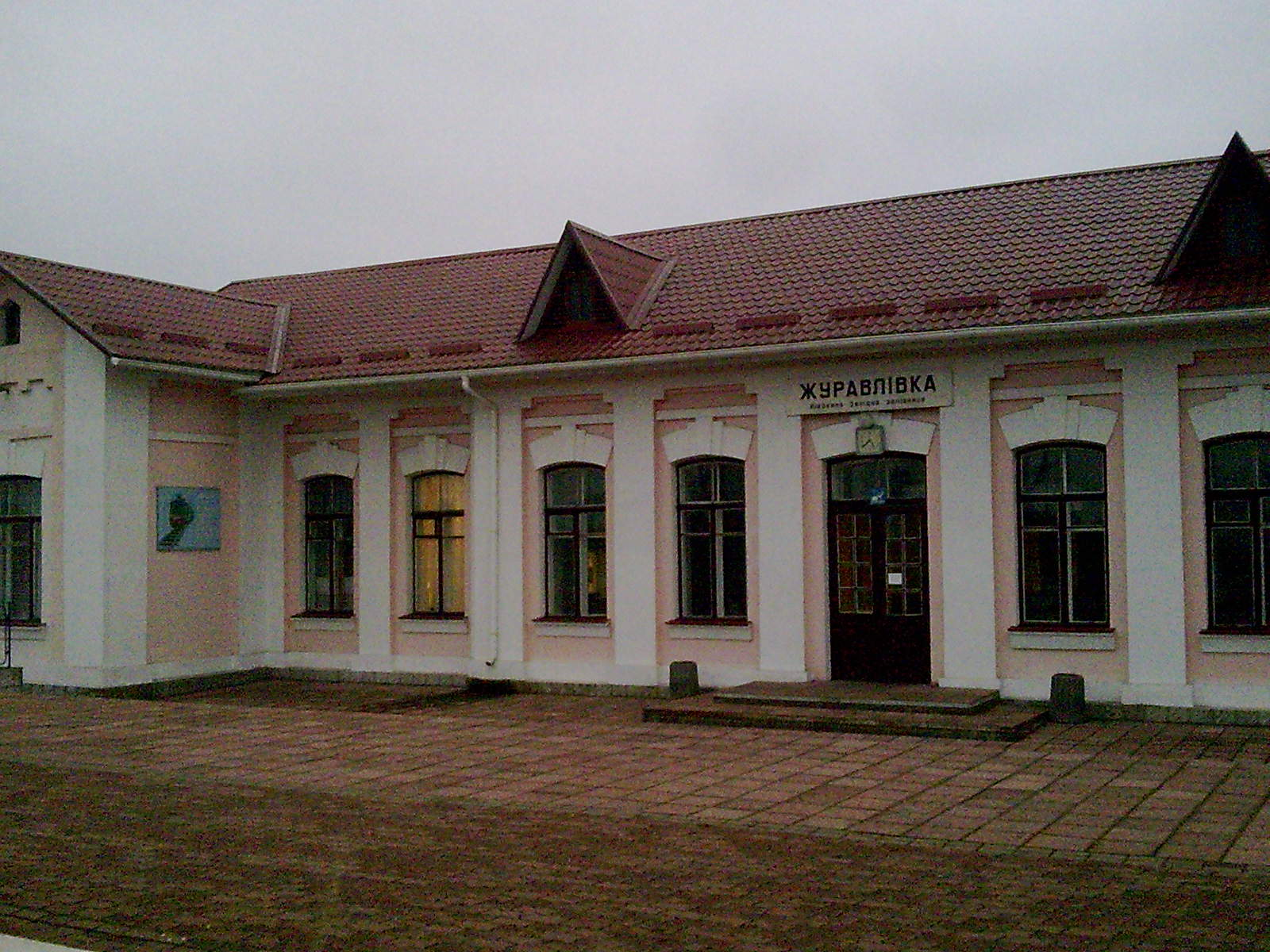
Залізнична станція Журавлівка

.